# 埃内斯·坎特·弗里德姆
埃内斯·坎特·自由（土耳其語：Enes Kanter Freedom；1992年5月20日—），出生名埃内斯·坎特（Enes Kanter），瑞士出生的土耳其裔美國职业篮球运动员，身高6英尺10英寸。

## 早年
1992年的5月20日，坎特於父母在瑞士留學期間在苏黎世出生。其父其時正於蘇黎世大學攻讀醫學博士，畢業後即舉家回流土耳其，並於特拉基亞大學（Trakya University）擔任組織學和遺傳學教授。其母是一位護士，另有兩個弟弟與一個妹妹，其胞弟Kerem Kanter亦為職業籃球運動員。
坎特自幼起便就讀於居倫運動所創辦的學校；其同年時居於安卡拉，少年時其家人為其參與青少年籃球聯賽而舉家遷居伊斯坦堡。在移居美国之前的2006至2008年，坎特一直在赛达尔·阿佩丁教练执教下费内巴切青年队打球。在之后的2008-09赛季，坎特被提升到费内巴切的成年队，但他仅仅是被当做一个很少上场机会的储备球员使用。他在费内巴切成年队打了九场比赛，其中四场是欧洲杯比赛，另外五场则是土耳其联赛的比赛。之后费内巴切和来自希腊联赛的奥林匹亚科斯俱乐部都想与坎特签下职业合同，不过他都拒绝了，原因是他想打美国的高中联赛和大学联赛。
2009年，坎特来到了美国，并在加利福尼亚州西米谷的斯通里奇预科学校就读，并在2009-10赛季加入了该校的篮球队。在2010年的耐克篮球峰会上，坎特代表国际队出战，他在比赛中拿到了34分外加13个篮板球，34分的总得分刷新了诺维茨基在1998年创造的记录。他之后被两家网站Rival.com和Scout.com评为最高的有五星级前景的球员。

## 大学生涯
2009年8月23日，在印第安纳大学、UCLA、USC、UNLV等学校的争夺下，坎特口头承诺加盟华盛顿大学。但在次年2月，他又重新给予了其他学校招募他的机会，并在4月14日与肯塔基大学签订意向书，代表肯塔基大学出战NCAA。
然而，尽管坎特与肯塔基大学野猫队签订了意向书，但NCAA裁定，坎特因为在费内巴切时收受了价值33,000美元的赞助，坎特将被终身剥夺参加NCAA比赛的权利。第二年1月7日，NCAA总部驳回了肯塔基大学方面的上诉，坚持坎特被永久剥夺参赛权利的判定。虽然肯塔基缺少了坎特，不过肯塔基仍在布兰登·奈特和泰伦斯·琼斯的带领下打进了NCAA的最终四强。

## NBA生涯
坎特在2011年4月8日选择离开肯塔基大学，参加2011年NBA选秀。他在选秀中以首轮第三顺位被犹他爵士队选中。同年12月9日，坎特与爵士签下一份新秀合約。

### 犹他爵士
在12月28日的坎特职业生涯首场比赛上，他7次出手仅命中一球，拿到5分但有11个篮板球入账，然而洛杉矶湖人最后击败了坎特所在的爵士队。在当个赛季，坎特出场65次但没有一次首发，但他能在接近13分钟的时间贡献4.5分和4.1个篮板球。在他的第二个赛季，他才获得了首次首发的机会，他在一场131-99击败多伦多猛龙的比赛得到了这次机会，并拿到18分8个篮板球。在次年3月1日爵士面对夏洛特山猫的比赛中，坎特贡献了23分22个篮板球。在3月28日爵士面对菲尼克斯太阳队的比赛中，坎特上场3分钟就因左肩脫臼而退出比赛。4月10日，爵士官方宣布坎特将在芝加哥接受手术，赛季报销。在这个赛季中，坎特在场均15分钟的时间里能贡献7.2分和4.3个篮板球。
在2013-14赛季，坎特场均可以贡献12.3分外加7.5个篮板的数据。2014年2月22日，爵士对阵马刺的比赛中，坎特取下25分和11个篮板球，这是他职业生涯的新纪录。在9日后的比赛中，爵士以88-114不敌密爾瓦基公鹿，坎特在这场比赛得到的27分再次刷新了职业生涯纪录。
在2014-15 NBA賽季的12月10日，爵士对阵沙加緬度國王的比赛上，坎特因为不满裁判对他一次走步的吹罚，将自己的牙套丢向观众席，遭到联盟25,000美元的罚款。一周后，坎特在面对新奥尔良鹈鹕的比赛上拿到29分1次封盖，29分也再次刷新了他的生涯记录。第二年2月，坎特在接受《盐湖城论坛报》的采访中称，他希望在当年的交易截止日前被球队交易。

### 俄克拉荷马城雷霆
2015年2月20日，埃内斯坎特在一笔涉及雷吉·杰克逊等人的三方交易中与队友史蒂夫·诺瓦克一起送到了雷霆，同时被交易到雷霆的还有D·J·奧古斯汀和凯尔·辛格勒。在两日后雷霆击败夏洛特黄蜂的比赛中，坎特首次代表雷霆出战，拿下10分13个篮板球。在4月1日雷霆对阵达拉斯小牛的比赛中，坎特轰下30分，这是他职业生涯的最高纪录。
不過，坎特卻在這筆三角交易和前隊友鬧翻了。事情從坎特在個人推特上發文說「我唯一想念猶他州的，就只有那些山而已」開始，結果爵士球員氣炸了，也讓之後的雷霆VS爵士之戰未演先轟動。當爵士收下那場比賽的勝利後，爵士眾將吐了一口鳥氣，紛紛在推特上貼文，其中又以特雷沃·布克最直白:「他又刷了數據然後球隊還是一樣輸球。」(暗諷坎特之前在爵士只顧個人成績，完全不管球隊生死)但性格中二的坎特隨即在推特反擊:「我們不該輸給這種連季後賽都沒得打的隊伍!」這齣歹戲的最高潮，就是雷霆和鵜鶘都要打第82場例行賽的那一天。雖然雷霆痛宰灰狼，但賽前晉級魔術數字只剩下1的鵜鶘卻打敗馬刺，收下西區第8張季後賽門票，也讓雷霆黯然出局。當雷霆確定沒季後賽打時，布克立即在推特上發了篇奇酸無比的文:「喔耶!還好我們沒有輸給一支連季後賽都打不進的隊伍!」昔日隊友能翻臉成如此，堪稱罕見...
2015年7月9日，波特蘭開拓者向坎特开出4年7000万美元合約，然而，三天後，雷霆选择跟，用和拓荒者一樣的4年7000萬合約留人成功。

### 紐約尼克斯
2017年9月23日，尼克交易卡梅羅·安東尼至俄克拉荷马城雷霆，換來埃內斯·坎特、道格·麥克德莫特和2018年次輪籤。
2018年5月31日，获得NBA球员工会“球员之声奖”尼克斯队“骨干奖（Backbone Award）”。
2019年2月8日，尼克裁掉了埃內斯·坎特。

### 波特蘭開拓者
2019年2月13日，波特蘭開拓者簽下坎特。

### 波士頓塞爾提克
坎特與塞爾提克達成了一份兩年價值1000萬美元的合約。消息人士介紹，他第一個賽季會拿到480萬美元的薪資，第二年是500萬美元。

### 休斯頓火箭
2022年，坎特被交易到休斯顿火箭队，但並沒有被火箭隊簽下。坎特成為了一名自由球员。坎特表示，他沒被球隊簽下与他批评中国政府有直接关系。

## 国际篮球生涯
在2009年的FIBA欧洲18岁以下锦标赛中，坎特场均能贡献18.6分和16.4个篮板球，带领土耳其队取得了一枚铜牌，并拿下当届赛事的MVP。不过坎特并没有跟随土耳其队征战2010年的篮球世锦赛，对此，他说是因为他的父亲不想让他落下在肯塔基大学第一个月的课程。坎特代表土耳其国家队参加了2011年歐洲籃球錦標賽，场均贡献9.6分和3.9个篮板球。
在2015年6月23日，土耳其国家队公布了2015年欧洲篮球锦标赛的名单，坎特并没有入选。次日，坎特发表声明称他由于支持民主价值观和公开批评时任土耳其总理雷杰普·塔伊普·埃尔多安而被开除出土耳其国家队。另据报道称，坎特自2013年就开始敌視土耳其国家队，其本人与居伦运动有密切联系。坎特因此还一度与土耳其球员希达耶特·特科格鲁发生口角。
2017年，坎特的土耳其护照被吊銷。
2019年1月初，因害怕离开美国之后遭到土耳其政府的暗杀，坎特决定放弃参加NBA伦敦站的比赛。数天后，土耳其政府准备向坎特发出国际逮捕令，并指控坎特是恐怖组织的一员，向恐怖组织提供资金支持。伊斯坦布尔的检察官办公室负责人准备将坎特引渡回国。

## 個人生活
2020年，坎特開始與洛克斐勒家族的時裝設計師亞麗安娜·洛克斐勒約會至今。

## 其他
坎特是土耳其裔，早年因反对土耳其总统雷杰普·塔伊普·埃尔多安而被土耳其政府通缉并吊销护照。土耳其政府指控他是“恐怖组织”的成员。2016年土耳其政變發生後，坎特表態支持葛蘭運動。同年8月8日，他的父親和家人與他斷絕關係。2017年9月，坎特稱自己是无国籍公民。坎特的父亲于2018年被指控为恐怖组织成员並被拘留，五天后获释。坎特认为他的父亲已成为土耳其政府的目标。坎特也不去联系他在土耳其的朋友和家人，因为他担心通話會被窃听，他们会受到伤害。2019年1月，土耳其政府向美國提出引渡坎特的请求，并要求国际刑警组织发布红色通缉令，但遭到国际刑警组织拒絕。美国俄勒冈州参议员罗恩·怀登(Ron Wyden)表態支持坎特，並表示：“面对土耳其政府公然攻擊思想和言论自由，美国绝不能保持沉默。” 
坎特在2019年10月7日公開支持香港反修例運動。他在推特轉發伊恩·布藍默批評NBA支持坎特但沒有支援莫雷的帖文，說：「NBA和我在自由民主路上同行。那(立場)影響重大。我希望我們能建築橋樑，而非毀掉它們。」（The NBA stands with me for freedom and democracy. It’s made all the difference.I hope we can build bridges, instead of breaking them.）該貼文得到超過8000個讚及超過4000轉發。同月14日，坎特發推提及受土耳其打壓的情況及自由的代價時，得到超過24萬個讚及大量香港人留言聲援。
2021年10月20日，坎特發表推特，指責中共中央總書記習近平是獨裁者，並聲援西藏獨立。當天，腾讯中止波士頓凯尔特人和纽约尼克斯队之间的NBA比赛直播。10月22日，坎特又在推特上发布影片，谴责中国迫害维吾尔人和其他穆斯林少数民族。10月30日，坎特與数百名维吾尔、藏人、香港活动人士在國會山前集会，呼吁中国停止维吾尔强迫劳动，并呼吁美国国会通过“维吾尔强迫劳动预防法”。11月10日，埃内斯·坎特再度就台灣問題批评中国，强调台湾是民主自由国家，永远不会向邪恶的中共投降。之後又要求中共停止活摘器官。坎特還表示中国用金钱收买他人噤声，但对他而言人权重于金钱。
坎特於2021年11月29日成為美國公民。據NBA記者沙姆斯·查拉尼亞報導，他還合法地將自己的名字更改為埃內斯·坎特·弗里德姆（Freedom，意即「自由」）以紀念這一時刻。
2022年1月19日，坎特接受前NBA中国球员姚明的邀请，让他访问中国。坎特表示，他愿意接受中国之行，只要他能看到「真正的中国」，而不是「宣传」，并寻问姚明可否带他参观新疆再教育營。3天后，坎特的IG被姚明拉黑，让他非常不满並在推特发文称对方非常虚伪，一開始邀请他去中国，沒想到再隔一天，姚明就像個小孩一样在IG拉黑了他。
2023年3月11日起，坎特的TikTok账号被禁止使用长达12日。他被TikTok审查人员告知，在多次违规定下不会恢复他的账号。不过在TikTok首席执行官周受资在美国国会接受问讯的当天，坎特的账户就被解封。TikTok解释其封锁决定是美国管理员的错误操作，但拒绝说明封禁坎特账户的错误是如何发生的。

## 生涯数据

### NBA

#### 常规赛
| 賽季     | 球隊           | 出賽 | 先發 | 平均上場時間(分鐘) | 投籃命中率(%) | 三分球命中率(%) | 罰球命中率(%) | 平均籃板 | 平均助攻 | 平均抄截 | 平均阻攻 | 平均得分 |
| -------- | -------------- | ---- | ---- | ------------------ | ------------- | --------------- | ------------- | -------- | -------- | -------- | -------- | -------- |
| 2011–12  | 猶他爵士       | 66   | 0    | 13.2               | .496          | .000            | .667          | 4.2      | .1       | .3       | .3       | 4.6      |
| 2012–13  | 猶他爵士       | 70   | 2    | 15.4               | .544          | 1.000           | .795          | 4.3      | .4       | .4       | .5       | 7.2      |
| 2013–14  | 猶他爵士       | 80   | 37   | 26.7               | .491          | .000            | .730          | 7.5      | .9       | .4       | .5       | 12.3     |
| 2014–15  | 猶他爵士       | 49   | 48   | 27.1               | .491          | .317            | .788          | 7.8      | .5       | .5       | .3       | 13.8     |
| 2014–15  | 奧克拉荷馬雷霆 | 26   | 26   | 31.1               | .566          | .750            | .776          | 11.0     | 1.1      | .5       | .5       | 18.7     |
| 2015–16  | 奧克拉荷馬雷霆 | 82   | 1    | 21.0               | .576          | .476            | .797          | 8.1      | .4       | .3       | .4       | 12.7     |
| 2016–17  | 奧克拉荷馬雷霆 | 72   | 0    | 21.3               | .545          | .132            | .786          | 6.7      | .9       | .4       | .5       | 14.3     |
| 2017–18  | 紐約尼克       | 71   | 71   | 25.8               | .592          | .000            | .848          | 11.0     | 1.5      | .5       | .5       | 14.1     |
| 2018–19  | 紐約尼克       | 44   | 23   | 25.6               | .536          | .318            | .814          | 10.5     | 1.9      | .4       | .4       | 14.0     |
| 2018–19  | 波特蘭拓荒者   | 23   | 8    | 22.3               | .577          | .250            | .735          | 8.6      | 1.4      | .6       | .4       | 13.1     |
| 2019–20  | 波士頓塞爾提克 | 58   | 7    | 16.9               | .572          | .143            | .707          | 7.4      | 1.0      | .4       | .7       | 8.1      |
| 生涯平均 | 生涯平均       | 641  | 223  | 21.7               | .543          | .287            | .776          | 7.6      | .9       | .4       | .5       | 11.6     |

#### 季後賽
| 賽季   | 球隊           | 出賽 | 先發 | 平均上場時間(分鐘) | 投籃命中率(%) | 三分球命中率(%) | 罰球命中率(%) | 平均籃板 | 平均助攻 | 平均抄截 | 平均阻攻 | 平均得分 |
| ------ | -------------- | ---- | ---- | ------------------ | ------------- | --------------- | ------------- | -------- | -------- | -------- | -------- | -------- |
| 2012   | 猶他爵士       | 4    | 0    | 10.8               | .438          | .000            | .000          | 4.0      | .3       | .0       | 1.0      | 3.5      |
| 2016   | 奧克拉荷馬雷霆 | 18   | 0    | 18.0               | .551          | .143            | .844          | 6.2      | .3       | .3       | .6       | 9.4      |
| 2017   | 奧克拉荷馬雷霆 | 5    | 0    | 9.1                | .385          | .000            | 1.000         | 1.8      | .2       | .0       | .8       | 4.8      |
| 2019   | 波特蘭拓荒者   | 16   | 14   | 28.8               | .514          | .250            | .756          | 9.7      | 1.2      | .7       | .6       | 11.4     |
| Career | Career         | 43   | 14   | 20.3               | .513          | .167            | .802          | 6.8      | .6       | .4       | .7       | 9.1      |

## 外部連結
- 埃内斯·坎特·弗里德姆的X（前Twitter）
- 肯塔基大学的档案
- DraftExpress.com上的档案（页面存档备份，存于）
- NBADraft.net上的档案（页面存档备份，存于）
- Scout.com上的档案 （页面存档备份，存于）